# Олов'яна промисловість
Олов'яна промисловість — підгалузь кольорової металургії, що займається детальною розвідкою, видобутком і переробкою олов'яних руд.

## Історія
Олово — один з найдавніших металів, що використовуються людиною. У 6–5 тисячолітті до н. е. воно застосовувалося в Китаї в сплавах з міддю для виготовлення зброї, прикрас, домашнього начиння. З 2–1 тисячоліть до н. е. руди олова добувалися на Британських островах у Корнуолі, руди якого в XI-ХІІ ст. були основним джерелом цього металу в Європі. З XII ст. розроблялися родовища руд олова в Саксонії і Богемії. З XIV ст. в Європу надходить метал з Малайзії. З кінця XVIII ст. експлуатуються найбагатші корінні руди Болівії. У кінці XX ст. олово видобували в Малайзії, Індонезії, Болівії, Таїланді, Бразилії, Австралії, ФРН, Чехії, Китаї, В'єтнамі, Лаосі, ін. країнах Сх. Азії, Нігерії, Конго, ПАР.
Збагачення руд проводиться гравітаційними методами і флотацією. Середній вміст Sn в концентратах, що виготовляються в Малайзії — 74,47 %, Індонезії — 70 %, Таїланді — 72 %, Болівії — 32 %. У Великій Британії випускається концентрат із вмістом 45 і 55 % Sn. Ключові позиції в оловодобувній промисловості XX ст. традиційно займав англійський і голландський капітал (монополії «London Tin» і «Royal Dutch Shell»). Зростає роль країн, що розвиваються: Індонезії, Болівії, Перу, Нігерії і Конго. Найбільший продуцент олова в концентраті в кінці XX ст. — Індонезія. До числа провідних оловодобувних країн входять Малайзія, Болівія, Перу.
У країнах зі сталою ринковою економікою виробництво Sn в концентратах за 1998 (в дужках дані за 1997 р.) становило (в тис. т): заголом 137,6 (141,9), в тому числі в Індонезії 52,0 (55,0); Перу 25,7 (27,9); Бразилії 15,0 (17,6); Болівії 14,0 (14,0); Австралії 10,0 (10,0); Малайзії 6,0 (5,0); Португалії 2,9 (3,5). Баланс попиту і пропозиції рафінованого Sn в 1998 р. (в дужках — 1999 р.) в країнах зі сталою ринковою економікою склав (в тис. т): виробництво 137,6 (146,0); продаж з резервних запасів США 12,0 (12,0); нетто-імпорт 30,0 (35,0); споживання 182,0 (185,0). Див. — Tin / Amlot Robin // Mining J. — 1999. — Annual Rev. — Р. 52-53.
У 2004 р. світове виробництво олова склало 270—320 тис. т, споживання — 330—317 тис. т (оцінки International Tin Research, американського агентства U.S. Geological Survey, World Bureau of Metal Statistics, агентства India Infiline).
У 2005—2006 ситуацію на світовому ринку олова визначає найбільший виробник і споживач олова — Китай, де компанія Yunnan Tin Corporation (YTC) — найбільший виробник олова в країні, нарощує видобуток. У Китаї росте не тільки виробництво олова, але і попит на нього, що викликано збільшенням випуску білої жерсті і електротехнічних приладів. Хоч Китай забезпечує третину світового виробництва олова, але нарощує також імпорт. За 2001—2005 попит на олово у світі збільшився на 5 %, а в Азії — на 50 %.

## Сучасне видобування олов'яних руд і виробництво олова

### Найбільші компанії-виробники олова у світі
Найбільші компанії-виробники олова у світі:
- індонезійська PT Timah,
- перуанська Minsur,
- малайзійська Malaysia Smelting,
- китайська Yunnan Tin,
- таїландська Thaisarco,
- китайська Liuzhou China Tin,
- болівійська CM Colquiri,
- бразильська Paranapanema.

### Найбільші постачальники олов'яних концентратів
Найбільшими постачальниками олов'яних концентратів на світовий ринок протягом ряду років були Перу, Австралія і Бурунді. Особливе положення на світовому ринку олова займає Сінгапур, що закупає великі партії металу з метою подальшого його реекспорту — на його частку припадає 10 % світового імпорту і 18 % світового експорту олова. Голо-вними споживачами-імпортерами сировини виступають великі виробники рафінованого металу — Малайзія і Таїланд, які скуповують до 90 % доступної сировини. Рафіноване олово надходить на світовий ринок в основному з Індонезії, Китаю, Малайзії, Таїланду і Болівії.

### Світове виробництво олова і його споживання
У 2005 р., за даними World Bureau of Metal Statistics, виробництво рафінованого олова у світі збільшилося до 351 тис. т. На чотири азійські країни — КНР, Індонезію, Малайзію і Таїланд у 2005 р. припадало майже 80 % світового виробництва рафінованого олова.
Попит на рафіноване олово у світі в 2005 р. зріс майже на 10 тис. т (до 2004 р.) — до 347 тис. т. Споживання олова в КНР в 2005 р. склало 116 тис. т, в США — 42 тис. т. У 2006 р. випуск олова в КНР оціночно склав 130 тис. т.

### Найбільші олововидобувні країни
Найбільші олововидобувні країни у 2005 р. — КНР (лідер в галузі — компанія Yunnan Tin), Індонезія (РТ Timah і РТ Koba Tin) і Перу (Minsur). На ці країни також припадало до 70 % рафінованого олова, що випускається у світі. Помітне скорочення видобутку олова в останні роки відмічене в Малайзії і Таїланді, водночас рафінерії олова в цих країнах залишаються знач-ними (компанії Malaysia Smelting Corporation і Thailand Smelting and Refining Co (Thaisarco)). Очікується розширення видобутку олова в Австралії, Бразилії, Єгипті, Росії, Аргентині і Великій Британії.

## Прогнози розвитку промисловості
За прогнозами компанії Natexis Commodity Markets, споживання олова у світі у 2007 р. збільшиться у зв'язку із зростанням його використання у виробництві припоїв, особливо враховуючи сучасні тенденції, підкріплені економічними причина-ми і відмовою від використання свинцю в припоях. Якщо ще декілька років тому вміст олова в припоях становило 62-63 %, то тепер воно може досягати 95 %. На виробництво білої жерсті витрачається майже 20 % споживаного у світі олова, а на виробництво хімікатів припадає 15 %. За оцінками Natexis Commodity Markets, в 2005 р. споживання рафінованого олова в країнах Заходу становило 230 тис. т, в 2006 р. — до 245 тис. т, а в 2007 р. складе до 260 тис. т.
За прогнозом Roskill, споживання олова у світі до 2008 року зросте до 365 тис. т. Потреби України в олові становлять 600—800 т на рік.